# Костандян, Гагик Бегларович
Га́гик Бегла́рович Костандя́н (арм. Գագիկ Կոստանդյան, 15 апреля 1954, Ереван) — бывший депутат парламента Армении.

## Карьера
- 1972—1977 — юридический факультет Ереванского государственного университета. Кандидат юридических наук.
- 1990—1995 — экономический факультет Ереванского государственного университета. Академик международной академии экологии и общества. Награждён правительственными медалями (1980, 1988).
- 1969—1972 — рабочий в управлении «Высотстрой» г. Еревана.
- 1977—1978 — экономист Масисской универсальной базы.
- 1978—1996 — работал в системе МВД Армении, 1996—1999 — исполнительный директор ООО «Гор».
- 1999—2003 — был депутатом парламента. Член постоянной комиссии по обороне, национальной безопасности и внутренним делам. Беспартийный.
- 2003—2007 — депутат парламента. Член постоянной комиссии по обороне, национальной безопасности и внутренним делам. Член партии «Национальное единение». (2010)- по н.д.-является заместителем министра по чрезвычайным ситуациям Армении